# 态射
态射（英語：Morphism）在数学中是指两个数学结构之间保持结构的一种映射。
许多当代数学领域中都有态射的身影。例如，在集合论中，态射就是函数；在群论中，它们是群同态；而在拓扑学中，它们是连续函数；在泛代数（universal algebra）的范围，态射通常就是同态。
对态射和它们定义于其间的结构（或对象）的抽象研究构成了范畴论的一部分。在范畴论中，态射不必是函数，而通常被视为两个对象（不必是集合）间的箭头。不像映射一个集合的元素到另外一个集合，它们只是表示域（domain）和陪域（codomain）间的某种关系。
尽管态射的本质是抽象的，多数人关于它们的直观（事实上包括大部分术语）来自于具体范畴的例子，在那里对象就是有附加结构的集合而态射就是保持这种结构的函数。

## 定义
一个范畴C由两个类给定：一个对象的类和一个态射的类。
有两个操作定义在每个态射上，域（domain，或源）和陪域（codomain，或目标）。
态射经常用从域到他们的陪域的箭头来表示，例如若一个态射f域为X而陪域为Y，它记为f : X → Y。所有从X到Y的态射的集合记为homC(X,Y)或者hom(X, Y)。（有些作者采用MorC(X,Y)或Mor(X, Y)）。
对于任意三个对象X，Y，Z，存在一个二元运算hom(X, Y)×hom(Y, Z) → hom(X, Z)称为复合。f : X → Y和g : Y → Z的复合记为{\displaystyle g\circ f}或gf（有些作者采用fg）。态射的复合经常采用交换图来表示。例如
态射必须满足两条公理：
- 存在恒等态射：对于每个对象X，存在一个态射idX : X → X称为X上的恒等态射，使得对于每个态射f : A → B我们有{\displaystyle {\rm {id}}_{B}\circ f=f=f\circ {\rm {id}}_{A}}。
- 满足结合律：{\displaystyle h\circ (g\circ f)=(h\circ g)\circ f}在任何操作有定义的时候。

当C是一个具体范畴的时候，复合只是通常的函数复合，恒等态射只是恒等函数，而结合律是自动满足的。（函数复合是结合的。）
注意域和陪域本身是决定态射的信息的一部分。例如，在集合的范畴，其中态射是函数，两个函数可以作为有序对的集合相等，但却有不同的陪域。这些函数从范畴论的目的来说被视为不同。因此，很多作者要求态射类hom(X, Y)是不交的。实际上，这不是一个问题，因为如果他们不是不交的，域和陪域可以加到态射上，（例如，作为一个有序三元组的第二和第三个分量），使得它们不交（互斥，disjoint）。

## 态射的类型
- 同构（isomorphism）:令f : X → Y为一个态射。若存在态射g : Y → X使得{\displaystyle f\circ g={\rm {id}}_{Y}}和{\displaystyle g\circ f={\rm {id}}_{X}}成立，则f称为一个同构。g称为f的逆态射，逆态射g如果存在就是唯一的，而且显而易见g也是一个同构，其逆为f。两个对象之间有一个同构，那么这两个对象称为同构的或者等价的。同构是范畴论中态射的最重要种类。[1][2]
- 满同态（epimorphism）：令态射f : X → Y，如果对于所有Y → Z的态射g1，g2有 {\displaystyle g_{1}\circ f=g_{2}\circ f\Rightarrow g_{1}=g_{2}}，称态射f为满同态。这也称为epi或epic.具体范畴中的满同态通常是满射（surjective）函数，虽然并不总是这样。[2][3]
- 单同态（monomorphism）：令态射f : X → Y，如果对于所有Z → X的态射g1，g2，{\displaystyle f\circ g_{1}=f\circ g_{2}\Rightarrow g_{1}=g_{2}}成立，则称f为单同态。它也称为mono或者monic.具体范畴中的单同态通常为单射（injective）函数。[2][4]
- 双同态（bimorphism）：若f既是满同态也是单同态，则称f为双同态（bimorphism）。

注意每个同构都是双同态，但不是每个双同态都是同构。例如，交换环的范畴中，包含映射Z → Q是一个双同态，但不是一个同构。如果在一个范畴中每个双同态都是同构，则这个范畴称为一个平衡范畴。例如，集合是一个平衡范畴。
- 自同态（endomorphism）：任何态射f : X → X称为X上的一个自同态。
- 自同构（automorphism）：若一个自同态也是同构的，那么称之为自同构。
- 若f : X → Y和g : Y → X满足{\displaystyle f\circ g={\rm {id}}_{Y}}可是证明f是满的而g是单的，而且{\displaystyle g\circ f} : X → X是幂等的。这种情况下，f和g称为分割（split）. f称为g的收缩（retraction）而g称为f的截面。任何既是满同态又是分割单同态的态射，或者既是单同态又是分割满同态的态射必须是同构。

## 例子
- 在泛代数中研究的具体范畴（例如群，环，模，等等），态射称为同态。术语同构，满同态，单同态，自同态，和自同构也都适用于这个特殊范围。
- 在拓扑空间范畴，态射是连续函数，而同构称为同胚。
- 在光滑流形范畴中，态射是光滑函数而同构称为微分同胚。
- 函子可以视为小范畴的范畴中的态射。
- 在函子范畴中，态射是自然变换。

更多的例子参看范畴论条目。

## 参看
- 零态射
- 正规态射

## 腳注
1. ↑  isomorphism - 同構 （页面存档备份，存于），雙語詞彙、學術名詞暨辭書資訊網，國家教育研究院
2. 1 2 3  Group Homomorphisms （页面存档备份，存于），大學基礎代數，李華介 （页面存档备份，存于），國立台灣師範大學數學系
3. ↑  epimorphism - 蓋同態 （页面存档备份，存于），雙語詞彙、學術名詞暨辭書資訊網，國家教育研究院
4. ↑  monomorphism - 嵌型同態；單同態 的存檔，存档日期2013-10-20.，雙語詞彙、學術名詞暨辭書資訊網，國家教育研究院